# FreeCell

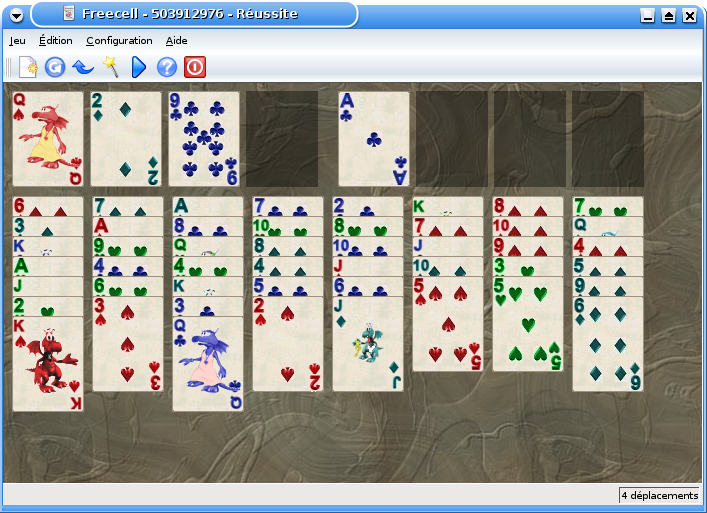
Hra FreeCell na KDE

FreeCell je karetní počítačová hra pro jednoho hráče. Je považována[kým?] za hru, ve které jsou důležitější dovednost a strategie před štěstím. I když existuje velké množství jejích počítačových variant, největší rozšíření této hry přinesla její implementace do MS Windows.[zdroj?] Poprvé se aplikace objevila jako testovací program pro 32bitové prostředí, od Windows 95 je součástí všech dalších verzí až do verze Windows 7. Ve verzi Windows 8 již není obsažena, ale je možné si ji zdarma stáhnout z Microsoft Store.

## Pravidla
Po zamíchání se rozdá 52 karet lícem nahoru do 8 sloupců tak, že každá karta je viditelná a poslední je vidět celá. 4 sloupce mají 7 karet ostatní pouze 6. Nad těmito sloupci jsou 4 volná pole na odkládání momentálně nepotřebných karet a 4 domácí pole. Cílem hry je dostat všechny karty na domácí pole, každou barvu na jedno pole, od nejnižší (esa) po nejvyšší (krále).
Karta, která je celá viditelná, může být přemístěna:
- z jednoho sloupce do druhého, v případě že je tento sloupec prázdný nebo se karta pokládá na kartu vyšší hodnoty a jiné barvy,
- do volného pole na odkládání,
- do domácího pole pokud je tam nižší karta stejného druhu.

## Problém FreeCellu ve Windows
Původní verze Microsoftu obsahovala 32 000 náhodně generovaných her.[zdroj?] Pozdější verze obsahovaly více her, původních 32 000 však je jejich součástí.[zdroj?] I v novějších Microsoft verzích zůstává původní soubor nápovědy s textem: „Předpokládá se (i když to není prokázáno), že každou hru lze vyhrát.“[zdroj?] Ovšem přísně vzato to nemůže být pravda.[zdroj?] I Microsoft vložil do své aplikace tzv. „velikonoční vajíčka“ – dvě hry (číslo -1 a -2), které demonstrují, že existují hry, kdy jsou karty rozdané takovým způsobem, že je nelze vyhrát.[zdroj?] Nicméně to vyvolalo vlnu zájmu,[zdroj?] zda všechny z 32 000 her lze vyhrát. Zkušení hráči dokáží vyhrát většinu her kromě hry s číslem 11982, která vzdoruje všem lidským hráčům i počítačovým programům, a je proto považována za neřešitelnou.